# Nesení kříže (Bosch, Gent)
Nesení kříže je obraz malíře rané nizozemské školy Hieronyma Bosche. Obraz se vyznačuje černým pozadím, kde absentuje jakákoliv příroda či nebe, na kterém jsou vyobrazeni převážně maškarně karikované tváře přihlížejících lidí. Dnes se nalézá v gentském Museu voor Schone Kunsten.
Na tomto obraze se mistr odklonil od snahy o výchovné vyznění spíše k zachycení motivu bláznovství, který zachytil již dříve na Lodi bláznů nebo Fůře sena.

## Popis
Kompozice téměř čtvercového obrazu tvoří dvě úhlopříčky, kde na jejich průsečíku je pak hlava Ježíše Krista, ze které vyzařuje určitý klid v kontrastu k sousední hlavě se zlatým řetízkem s otevřenými řvoucími bezzubými ústy.
Do obrazu jakoby nepatřila svým příčetným zjevem v levém dolním rohu umístěná svatá Veronika, která drží roušku s obrazem Ježíše. Oproti ní v pravém rohu naopak vyniká nenávistně vyhlížející lotr s provazem kolem krku, který na sebe váže dvě zaujaté tváře. Za touto trojicí vyrůstá schována tajemně odcizená postava s kloboukem mnoha odstínů a zlatými nitkami.
Ač každá postava má naprosto rozdílné oblečení, výraz a rysy, tvoří dohromady určitou zmatenou jednotu.

## Technika
Bosch vytvořil obraz na dubovou desku. Pro základ nanášel minium neboli suřík, vápenné mléko s živočišným lepidlem, izolující olej a na to druhou vrstvu minia. Skica je vytvořena nanesením černého pigmentu a vodnatého pojiva. Poté používá lazuru. Někdy jsou patrné zásahy mistrova pera. Je zde také vidět novátorství v použití běle pro rozjasnění.